# Kompasplant

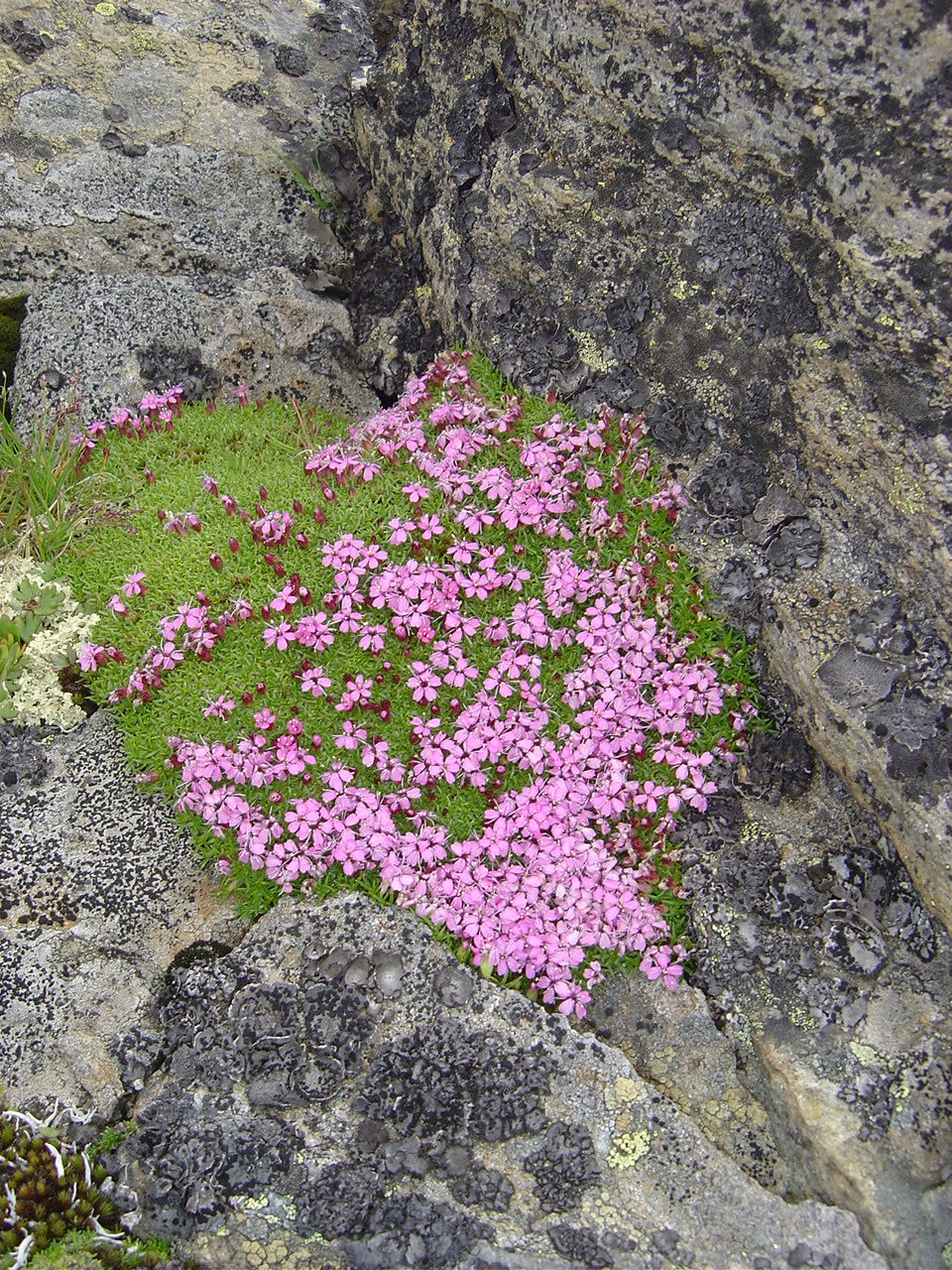
Stengelloze silene

Een kompasplant is een plant met ronde polvorm, waarbij de bloemen aan de zonkant, het zuiden, van de plant zitten of aan deze kant het eerst bloeien. Op deze manier kan aan dit soort planten de richting afgelezen worden. Ook planten, waarbij de bladeren in de noord-zuid richting staan, worden kompasplant genoemd. Voorbeelden zijn stengelloze silene en kompassla.
De Silphium laciniatum wordt kompasplant genoemd en de wilde cichorei soms ook, maar deze planten vertonen bovenstaande verschijnselen niet.